# Tomoaki Makino
Tomoaki Makino (* 11. květen 1987) je bývalý japonský fotbalista.

## Klubová kariéra
Hrával za Sanfrecce Hirošima, Köln, Urawa Red Diamonds a Vissel Kóbe.

## Reprezentační kariéra
Tomoaki Makino odehrál za japonský národní tým v letech 2010–2019 celkem 38 reprezentačních utkání.

## Statistiky
| Japonsko | Japonsko | Japonsko |
| Roky     | Záp.     | Góly     |
| -------- | -------- | -------- |
| 2010     | 4        | 0        |
| 2011     | 4        | 0        |
| 2012     | 3        | 1        |
| 2013     | 3        | 0        |
| 2014     | 0        | 0        |
| 2015     | 8        | 1        |
| 2016     | 2        | 0        |
| 2017     | 4        | 1        |
| 2018     | 8        | 1        |
| 2019     | 2        | 0        |
| Celkem   | 38       | 4        |